# Clovia suppressa
Clovia suppressa är en insektsart som beskrevs av Jacobi 1921. Clovia suppressa ingår i släktet Clovia och familjen spottstritar. Inga underarter finns listade i Catalogue of Life.